# Rudolph Polder
Rudolph Polder est un peintre néerlandais né à La Haye le 2 décembre 1926 et mort à Leidschendam le 16 juillet 2016. Rudolph Polder fut reconnu par la critique d'art dans les années cinquante comme « un paysagiste très peintre » , avec d'indéniables dons de  coloriste. Sa palette, considérée comme originale, était faite de couleurs claires pour exprimer la luminosité du Sud de la France, principalement les paysages de bord de mer.

## Biographie
Dès son plus jeune âge, Rudolph Polder, alias « Rudi », marque des dispositions pour le dessin au contact de son père Christiaan Gerrit, coiffeur puis artiste-peintre. Il s'installe vers 1952 à Marseille, ville qu'il adore et où il peint principalement des paysages, des barques latines au repos, mais aussi des portraits.
Il loue un atelier de peinture au dessus de la maison Albert Detaille, au 77 avenue de la Canebière, anciennement l'établissement photographique de Nadar. Là, il peint des gens qu'il rencontre dans la rue au hasard de ses pérégrinations. Il adore les portraits psychologiques. Il ne peint pas un portrait pour la physionomie mais pour l'âme qu'il veut traduire dans son dessin . En 1955, deux journaux publient chacun un portrait de Rudi Polder dans leurs colonnes, La femme pensive et Le chiffonnier.
En septembre et octobre 1953, il réalise sa première exposition en France à Bagnols-sur-Cèze en exposant une cinquantaine d'œuvres dont la plupart ont été peintes à Marseille. Son tableau appelé Une vue du Lacydon, est très apprécié par la critique. Dans la presse, on parle de lui comme d'un « peintre dont le talent est complété par de réelles qualités de cœur ».

## Peinture

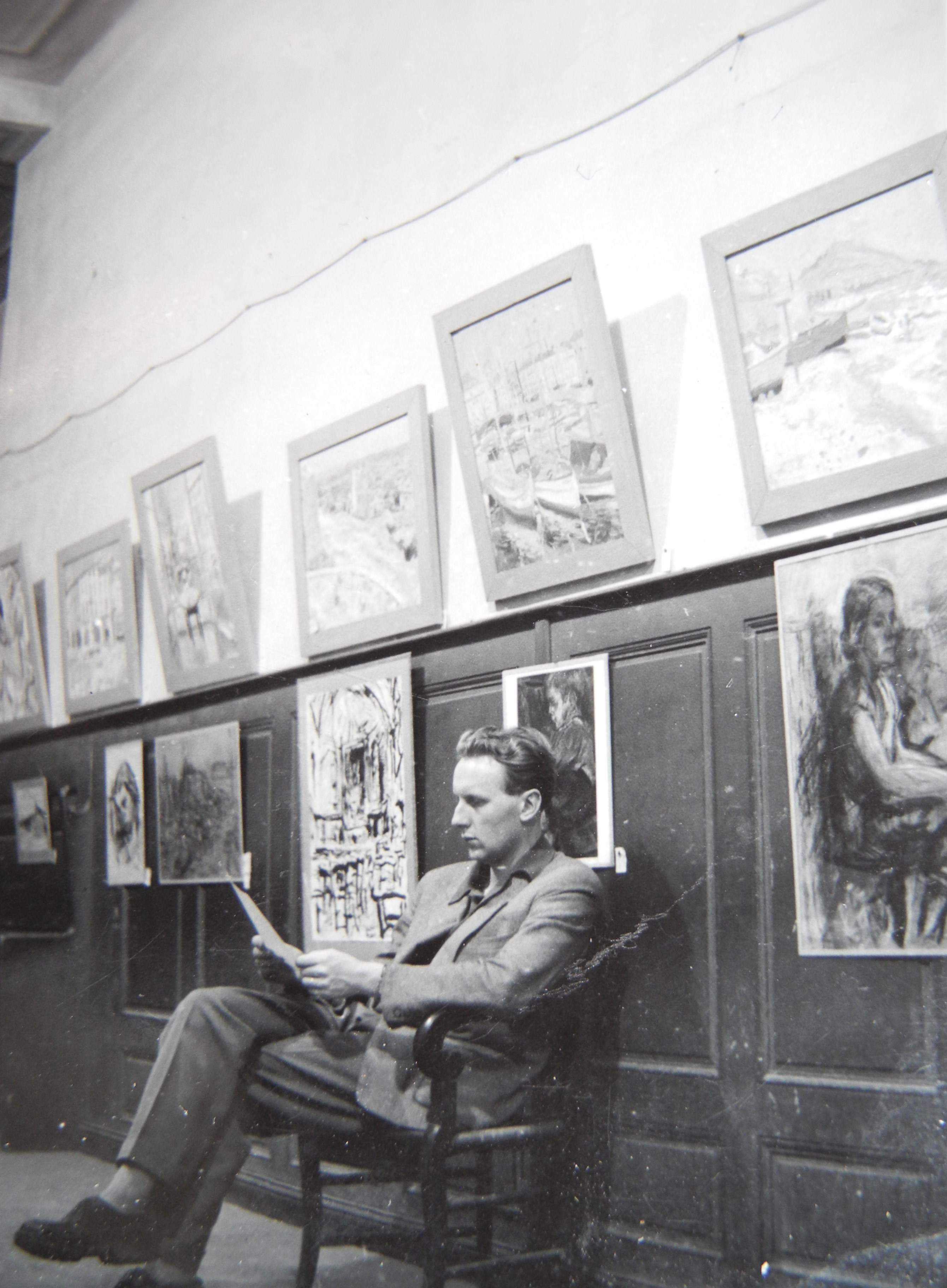
Rudolph Polder dans la salle d'exposition de la mairie de Bagnols-sur-Cèze en 1953

### Palette
Sa palette, considérée comme plutôt rare pour un peintre voulant exprimer la lumière de la Provence, est décrite comme « un chromatisme à dominantes blanches et grises, gris colorés, gris-jaune, gris-vert, gris-rose, traduit par une pâte épaisse mais tellement transparente ».

### Conception de la peinture
Alors qu'il a posé son chevalet dans l'anse du vallon des Auffes, Rudi Polder avoue à un habitant du lieu : « Pour moi votre soleil si intense et si brillant « mange » les couleurs et ne laisse que les teintes, précises certes, mais dénuées de violence ». Interprète de la lumière méditerranéenne qui « mange » la forme, le peintre utilise des couleurs claires . « Chez Polder, les rutilances s'effacent pour laisser la place à une symphonie des douceurs ». « Pas une teinte excessive ».
Pour Rudolph Polder, le noir et le blanc ne sont pas des couleurs absolues. « Il est ennemi des contrastes exagérés. Ombres et lumières sont inséparables, elles forment un ensemble pictural ».
Rudolph Polder aime Marseille, son port, ses criques et ses anses. « J'aime beaucoup les choses vivantes, pittoresques. Quelle lumière dans le Midi ! ». avoue-t-il à un journaliste venu l'interroger. En peignant à sa façon tous ces coins pittoresques, Rudi Polder trouve l'occasion d'exprimer son tempérament, à la fois son désir d'évasion, les larges horizons, et son amour de la liberté : « une recherche constante du poème de la libre expansion de la lumière, simplicité et douceur qui expriment la joie de vivre en homme libre ».
Pour Rudi Polder, un tableau est un tout élémentaire, les choses sont uniquement signifiées pour aboutir à une série de vibrations colorées. Mais il arrive parfois qu'il utilise une note inattendue dans son tableau, telle cette tache rouge orange représentant un bateau sur fond bleu à peine nuancé de la mer dans Bassin de Saint-Victor (le bassin du Carénage). Cette note suffit à elle seule à vivifier la composition et devient la clé du tableau.
En parlant d'un autre tableau Castel en hiver, la scène est en hiver, les souches noires et tordues qui se détachent sur l'ensemble vert et roux, le peintre explique : « Je prends tout ce qui est caractéristique, les détails qui frappent, ce qui surprend, ce qui amuse ou ce qui influence l'esprit humain » .
À cette époque, il passe son temps entre Marseille où il peint, Bagnols-sur-Cèze chez sa belle famille, et la Suède, à Stockholm et à Göteborg, où il vend sa production marseillaise avec plus de facilité. En effet, les Suédois apprécient la clarté des couleurs dans ses tableaux. Son plus cher désir serait pourtant d'être reconnu en France pour pouvoir écouler sa production.

### Galerie

Quelques tableaux
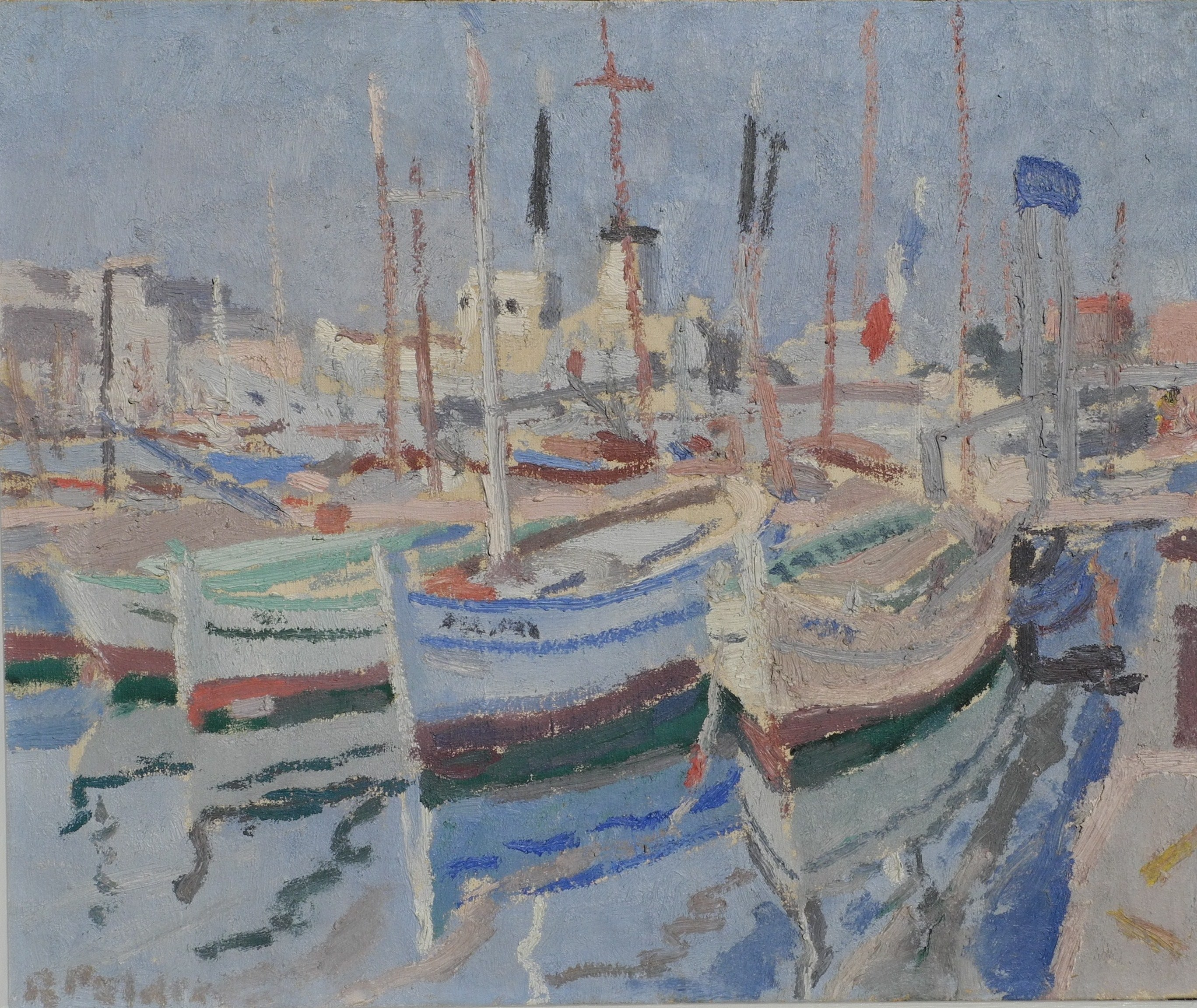
« Le Vieux-Port », Marseille, vers 1956
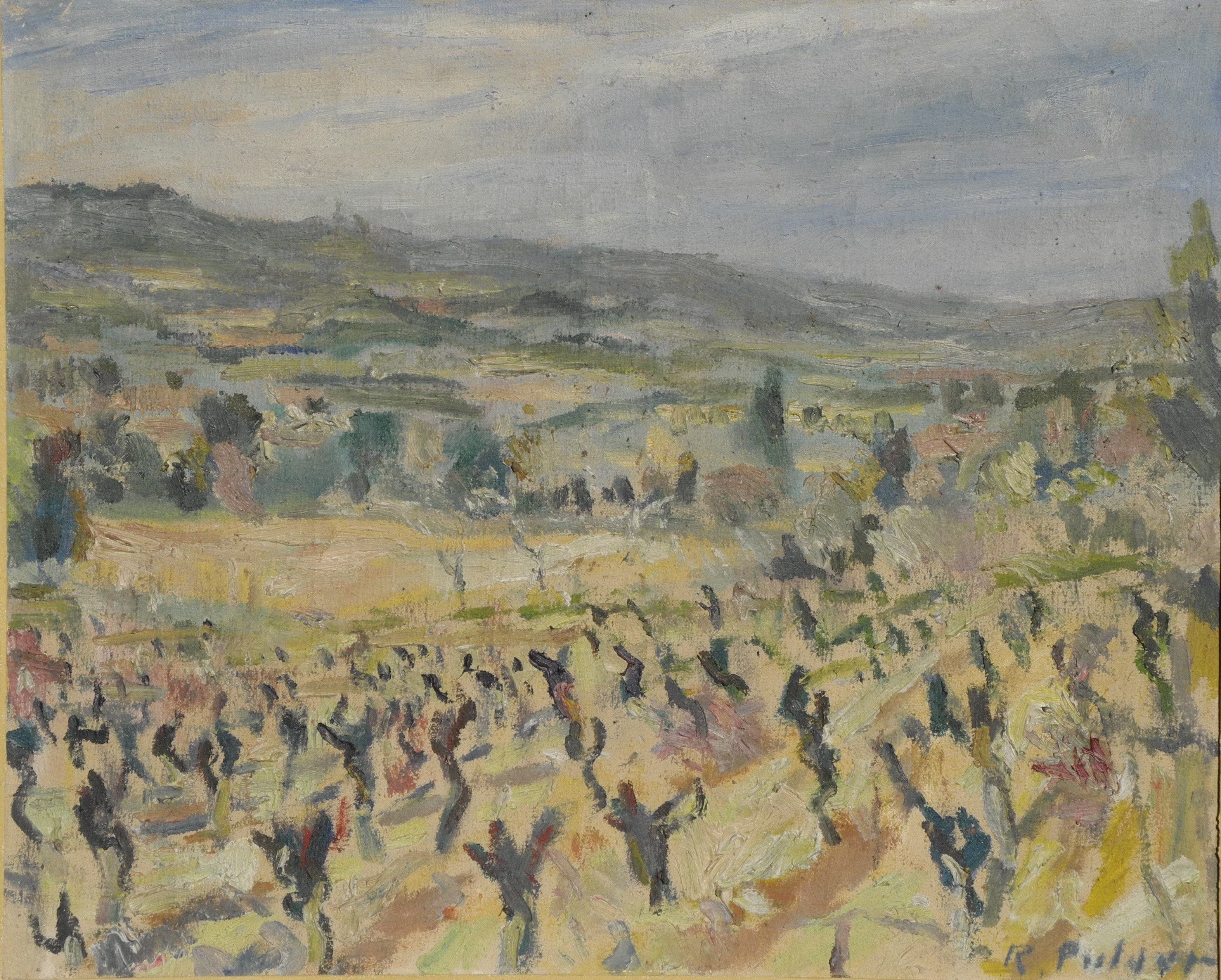
« Castel en hiver », 1953
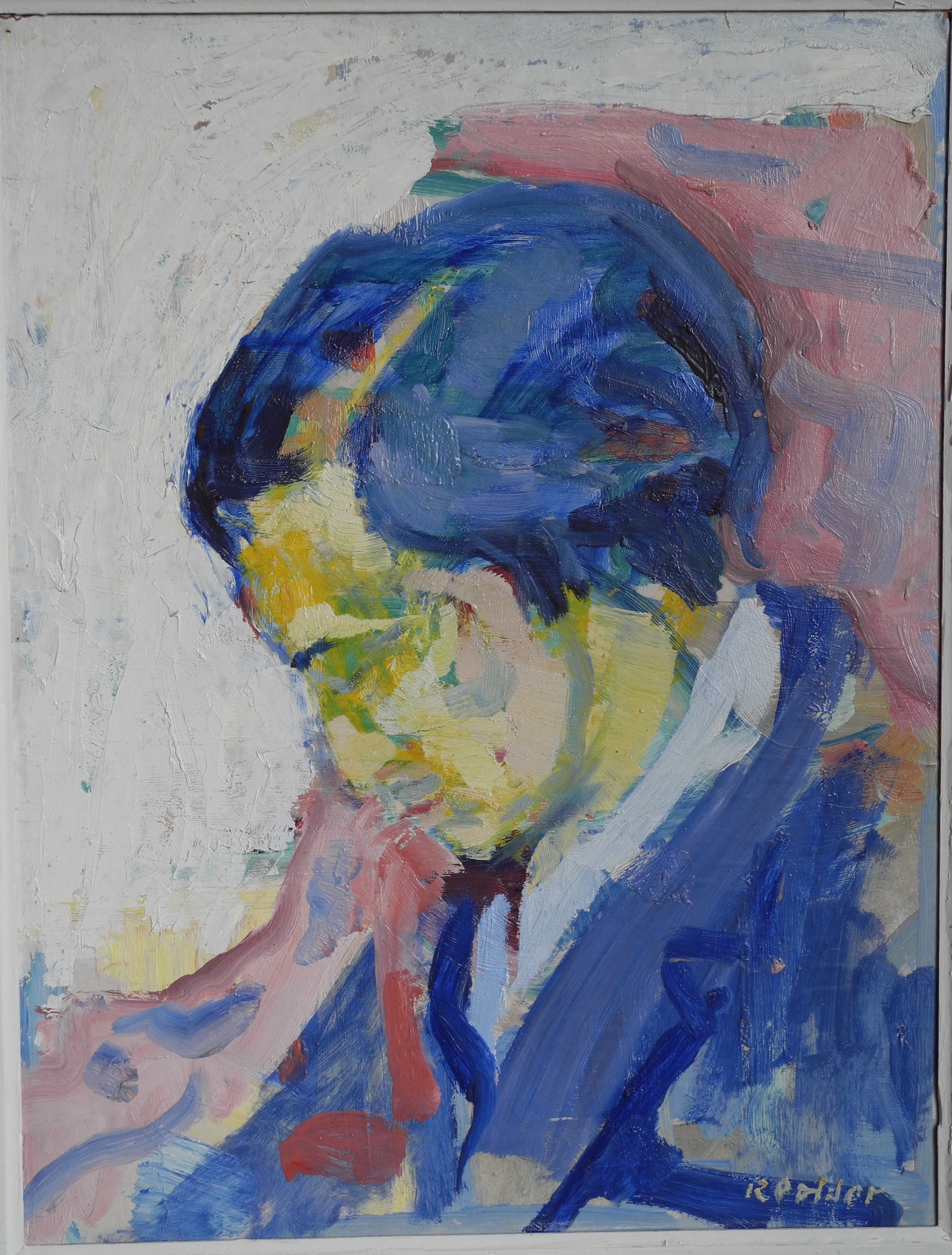
L'indochinois, vers 1955

## Reconnaissance
En janvier 1957, l'exposition à la galerie Lucy Krohg à Paris lui fait obtenir de bonnes critiques, notamment de George Besson « j'ai été séduit par le raffinement des pâles harmonies » , et encore « Une prochaine exposition le mènera certainement vers la consécration et le succès » .

## Retour aux Pays-Bas
Janvier 1959, une dernière exposition de Rudolph Polder est réalisée à Marseille, galerie Camille Rouand avenue Pasteur où sont exposés quarante tableaux. Dans le même temps intervient son départ précipité pour les Pays-Bas.

## Épilogue
Quelques années plus tard, Rudolph Polder retourna vivre dans le Sud de la France, à Roquefort-des-Corbières (Aude).
Sa carrière artistique ne s'arrêta pourtant pas là. Il continua à peindre des bords de mer, toujours avec des tons chauds et clairs. Sa peinture figurative des paysages pittoresques de Marseille et de Bagnols a laissé place à un style plus abstrait, épuré, à la limite du monochrome.
Encyclopédies
- Svenskt Konstnärlexikon, 1952-1967, par Allhems Förlag, Böcker, Malmö, Suède
- Lexicon nederlandse beeldende kunstenaars, 1969-1970 par Pieter A. Scheen, La Haye, Pays-Bas
- Arti et Industriae, 1993, Den Haag (La Haye), Pays-Bas